# Mýtus racionálního voliče
Mýtus racionálního voliče: Proč v demokracii vítězí špatná politika je kniha ekonoma Bryana Caplana, která vyšla roku 2007. Autor ve svém díle přichází s argumenty vysvětlující příčinu selhání demokracie jako formy vlády. Ústřední myšlenkou je poukázání na neznalost a iracionalitu voličů. Ekonomové a kognitivní psychologové zpravidla vycházejí z toho, že každý člověk „zpracovává informace“, jak nejlépe je schopen. Lidský úsudek je však výrazně ovlivněn i emocemi a ideologiemi. Tato skutečnost se pak bezprostředně promítá do výsledků kolektivního rozhodování – demokratických voleb.

## Shrnutí
Značná část politických rozhodnutí se ve své podstatě dotýká ekonomických otázek. Ať už se jedná o imigraci, obchod, blahobyt či hospodářský růst, předsudky mnohdy zapříčiňují nesprávnost takovýchto rozhodnutí.
Caplan tyto předsudky rozděluje do čtyř kategorií: protitržní, protizahraniční, předsudky týkající se dotovaných pracovních míst a pesimistické předsudky.

### Předsudky vůči volnému trhu
Autor o protitržních předsudcích mluví jako o „tendenci podceňovat výhody tržního mechanismu“. :s.30 Jedná se například o tendenci lidí chápat zisky jako dar bohatým a přehlížet tak oboustrannou výhodnost dobrovolné směny. Korporace i malí dodavatelé jsou zároveň často považováni za chamtivé monopolisty, kteří loví spotřebitele. Neférové a špatné podnikání však ve svém důsledku vede k změně preferencí spotřebitelů projevující se například v nově vzniklé konkurenci, která omezuje schopnost jakékoli firmy zvyšovat ceny.

### Předsudky vůči zahraničí
Caplan o těchto předsudcích mluví jako o „sklonu podceňovat ekonomické výhody interakce s cizinci“. :s.36 Lidé mají tendenci svou zemi chápat jako konkurenci vůči ostatním zemím. Cizinci bývají považováni za „nepřítele“, přestože jsou oba státy v trvalém míru. Principy komparativních výhod však oběma zemím umožňují čerpat ze vzájemné spolupráce značné výhody i za předpokladu, že jedna strana je ve všech ohledech „lepší“, než ta druhá. :s.38 Tyto předsudky jsou dle Caplana mnohdy zapříčiněny pseudorasistickými postoji. Jako příklad uvádí Ameriku, pro jejíž občany je obchodování s Mexikem považováno za kontroverznější než obchodování s Kanadou a Anglií, které jsou se Spojenými státy jazykově a etnicky více spjati. :s.39

### Dotovaná pracovní místa
Caplan v knize dále popisuje tendenci voličů spojovat ekonomický růst se zánikem pracovních míst. Široká veřejnost dle něj opomíjí vznik pracovních míst vlivem pokroku, když se prostřednictvím státu snaží uměle tvořit pracovní místa v odvětvích, které již nemají dostatečné využití. Autor ve své argumentaci klade zvláštní důraz na odklon od zemědělství za posledních 200 let. Téměř 95 % Američanů, kteří pracovali jako farmáři v roce 1800, se v roce 1999 snížilo na pouhá 3 %. Jak se ekonomika industrializuje, zvýšená produktivita práce v zemědělství znamená, že k výrobě daného množství zemědělského zboží je potřeba méně práce, čímž se uvolňuje pracovní síla (omezený zdroj), kterou lze následně využít efektivněji.

### Přehnaná pesimističnost
Caplan přehnanou pesimističnost chápe jako „sklon přeceňovat závažnost ekonomických problémů a podceňovat minulou, současnou a budoucí výkonnost ekonomiky“. :s.44 Veřejnost má často tendenci chápat současnou ekonomickou situaci jako zhoršující se nebo dokonce před úpadkem. Caplan se snaží ukázat, že pro takové představy nebývá opodstatnění. V knize je četně citována kniha The Ultimate Resource od Juliana Lincolna Simona, která tvrdí, že společnost pokračuje v pokroku navzdory pesimistickým tvrzením veřejnosti.

## Průzkum Američanů a ekonomů o ekonomice
Autor věnuje zvláštní pozornost Průzkumu Američanů a ekonomů o ekonomice z roku 1996 (SAEE), který byl proveden americkým deníkem Washington Post a Harvardovou Universitou. V průzkumu bylo osloveno 1 510 náhodných členů americké veřejnosti a 250 osob s doktorátem z ekonomie. Kromě 37 aktuálních otázek týkajících se ekonomiky se SAEE dotazovala také na příjem účastníka, jeho vzdělání a další demografické informace.
Výsledkem byly odpovědi ekonomů výrazně odlišující se od těch od americké veřejnosti: veřejnost má tendenci chápat technologie, outsourcing či vysoké firemní zisky jako důvody, proč je růst nižší, než by mohl být. Ekonomové však těmto argumentům sotva věnují pozornost. Kupříkladu asi 74 % veřejnosti viní z vysokých cen plynu chamtivé ropné společnosti, takový názor však zastává pouze 11 % ekonomů. :s.87 Veřejnost má dále například tendenci věřit, že reálné příjmy klesají, zatímco ekonomové mají většinou názor opačný.

## Racionální iracionalita
Standardní neoklasická ekonomie předpokládá, že lidé jsou racionální; pojem systematického zkreslení, racionální iracionality, je tak standardně považován za nedbalý předpoklad. Caplan v mnoha ohledech souhlasí: většina lidí je racionální, pokud jde o výběr zaměstnání, nákup mléka, najímání zaměstnanců a výběr obchodní strategie. Mohou se samozřejmě mýlit, ale k racionální iracionalitě dochází jen zřídka, pokud vůbec.
Autor však tvrdí, že jsou racionální pouze proto, že je nákladné se mýlit. Rasista si stále najme kvalifikovaného černocha, protože výběr druhé nejlepší možnosti bude pro společnost příliš drahý. Protekcionista bude stále outsourcovat, protože musí dosáhnout co nejvíce výhod oproti svým konkurentům, aby zůstal v podnikání.
Racionální iracionalita tak v podstatě říká, že pokud je levné něčemu věřit (přestože je to špatné), je rozumné tomu věřit. Lidé mají pochopitelnou tendenci nezpochybňovat svá zarytá přesvědčení. V politice se tato skutečnost často objevuje, kdy voliči chtějí věřit takovým politikům a politickým rozhodnutím, ze kterých mají nejlepší pocit. Za svá nepromyšlená rozhodnutí, učiněna na základě velmi omezených informací a emocí, však nenesou žádnou přímou zodpovědnost.

### Vztah knihy a teorie veřejné volby
Kniha je neobvyklá svým četným argumentováním iracionalitou člověka, což je předpoklad v ekonomii vzácný. I přesto je tato práce také výzvou pro konvenční teorii veřejné volby, kde jsou voliči považováni za racionálně neznalé. Konvenční veřejná volba buď zdůrazňuje efektivitu demokracie (jako v případě Donalda Wittmana), častěji však popisuje selhání demokracie zapříčiněné interakcí mezi sobeckými politiky nebo byrokraty, jejich sobeckými zájmy a převážně lhostejností široké veřejnosti (jako v díle Gordona Tullocka, Jamese M. Buchanana a mnoha dalších).
Caplan však vinu za selhávání demokracie svaluje přímo na širokou veřejnost. Zvláště zdůrazňuje, že politici musí nestále činit Sophiinu volbu: díky poradcům vědí, jaká politická rozhodnutí by byla obecně prospěšná. Vědí však také, že tato rozhodnutí nejsou tím, co lidé chtějí. Snaží se tak neustále najít kompromis mezi dobrou hospodářskou politikou (aby neprohráli ve volbách kvůli pomalému hospodářskému růstu) a špatnou hospodářskou politiku (aby nebyli odvoláni kvůli nepopulárním rozhodnutím). 